# Stelis purdiaei
Stelis purdiaei är en orkidéart som beskrevs av John Lindley. Stelis purdiaei ingår i släktet Stelis och familjen orkidéer. Inga underarter finns listade i Catalogue of Life.